# Псевдорелигия
Псевдорели́гия, псевдотеоло́гия — не общепринятая (немейнстримная) система убеждений или философия, которая функционально схожа с религиозным движением, обычно имеющая основателя, основнополагающий текст, богослужения и представления, основанные на вере.
К числу псевдорелигий относятся такие системы представлений, как саентология, ваххабизм, салафия и «Нация ислама», а также различные религии нью-эйдж и политические идеологии, такие как нацизм и «позитивное христианство». В рамках научных дебатов политические идеологии, схожие религией, иногда называют политическими религиями.
Участники этих групп могут считать себя последователями истинной религии или вовсе не связанными с религией, однако мейнстрим присваивает им маргинальный статус. Такие группы, как Церковь саентологии, раэлиты и Небесные врата, рассматриваемые как опасные, эксплуататорские, скрытные или закрытые, классифицируются как псевдорелигиозные культы.
Другие могут возникать в результате раскола традиционных религий или в качестве наследия последних. Эти группы основаны на апокрифических или псевдоэпиграфических текстах, не принятых в рамках исходной религии.
Маргинальные движения, имеющие основателей, богослужения и недавно изобретенными традициями, которые рассматриваются как легитимные социальные практики, включают различные движения нью-эйдж и милленаристские движения, такие как «Пляска Духа», и южнотихоокеанские карго-культы.
Немецкий лютеранский теолог, профессор философии Франкфуртского университета Пауль Тиллих усовершенствовал введённое его предшественником Йохимом Вахом понятие «псевдорелигия», предложив отличать его от понятия «квазирелигия»: «Иногда то, что я называю квазирелигиями, называют псевдорелигиями, но это столь же неточно, сколь и несправедливо. „Псевдо“ указывает на предполагаемое, но обманчивое сходство; „квази“ указывает на подлинное сходство (англ. genuine similarity) — не предполагаемое, а основанное на идентичности некоторых сторон»:5.
И. Е. Задорожнюк пишет о «квазирелигиозных», «квазицерковных», «квазикультовых» чертах американской гражданской религии, и поэтому некоторые исследователи обращают внимание, что «приставка квази- по смыслу приближается к приставке псевдо-, то есть квазирелигия понимается как ложная религия. Эта трактовка существенно отличается от содержания, вкладываемого П. Тиллихом и его последователями». А поскольку, отмечает религиовед К. А. Колкунова, его основная цель — «разоблачать консервативную, шовинистическую сторону этого религиозно-политического феномена», то именно она «приводит к использованию понятий „квазирелигия“, „сверхрелигия“, „квазицерковный“, ни одно из которых в работе не определено».
В. М. Сторчак для описания мессианизма, в том числе и большевистского, использует как синонимы понятия (термины) «квазирелигия» и «псевдорелигия»: «многие русские философы классифицировали его [большевизм] как своеобразный тип псевдорелигии (квазирелигии)». Колкунова отмечает, что поскольку автор не даёт определения используемым им понятиям (терминам), то «из их употребления можно сделать вывод о позиции автора», что идеология большевизма является формально-символическим заменителем традиционной религии, потому что «произошла подмена одной веры (православной) на другую (квазирелигиозную марксистскую)». Вместе с тем, его оценка развития квазирелигий отличается от той, которую описывал Тиллих, потому что немецкий теолог считал, что концом любой квазирелигии будет её саморазрушение, в то время как Сторчак утверждает, что «дойдя до своего логического конца, атеизм превратился в предмет веры, в религию».
В целом Колкунова отмечает «употребление рассматриваемых нами понятий, не подкреплённое теоретической базой или ссылками на западные работы», «приравнивание квазирелигий и псевдорелигий, использование других понятий, например, „сверхрелигия“».